# Onthophagus anitidus
Onthophagus anitidus är en skalbaggsart som beskrevs av Teruo Ochi och Masahiro Kon 2005. Onthophagus anitidus ingår i släktet Onthophagus och familjen bladhorningar. Inga underarter finns listade i Catalogue of Life.